# Mnich-Ośrodek
Mnich-Ośrodek (prononciation [ˈmnix ɔˈɕrɔdɛk]) est un village de la gmina de Oporów, du powiat de Kutno, dans la voïvodie de Łódź, situé dans le centre de la Pologne.
Il se situe à environ 6 kilomètres à l'ouest de Oporów (siège de la gmina), 9 kilomètres à l'est de Kutno (siège du powiat) et 53 kilomètres au nord de Łódź (capitale de la voïvodie).

## Administration
De 1975 à 1998, le village était attaché administrativement à l'ancienne voïvodie de Płock.

Depuis 1999, il fait partie de la nouvelle voïvodie de Łódź.